# Turun Osakepankki
La banque par actions de Turku (en finnois : Turun Osakepankki, en suédois : Åbo Aktiebank) est une banque de dépôt située dans le quartier II à Turku en Finlande.

## La banque
La banque est fondée, entre autres, par la famille Rettig (fi) et les frères Ernst (fi) et Magnus Dahlström (fi).
Le siège social de style art nouveau de la banque conçu par Frithiof Strandell a été construit au centre de Turku en 1907. 
Turku Osakepankki finançait notamment l'industrie de transformation du bois et le commerce en Russie. 
En 1919, la banque compte 7 succursales et des dépôts de 87 millions de marks finlandais.
Son premier nom Åbo Aktiebank indique qu'il s'agit principalement d'une banque suédophone. 
Le nom finnois Turun Osakepankki sera donné en 1907. 
En 1920, Turku Osakepankki, la Landtmannabanken d'Helsinki et la Wasa Aktie Bank de Vaasa ont formé la banque Suomen Liittopankki, qui est devenue en 1924 Liittopankki Oy. 
Liittopankki a fusionné avec Helsingin Osakepankki dans les années 1930, et Helsingin Osakepankki a été absorbé par la Suomen Yhdyspankki en 1986.

## Le siège de la banque
Le siège de banque à l'angle d'Aurakatu et de Linnankatu a été réalisée d'après les plans de l'architecte Frithiof Strandell.
Au moment de son achèvement, le batiment était considérée comme représentant les locaux bancaires de la nouvelle ère, entre autres, la maison était l'une des premières à Turku avec des toilettes. 
Le rez-de-chaussée est recouvert de pierre naturelle, tandis que les façades des autres étages sont crépies. 
Le bâtiment est considéré par beaucoup comme l'un des beaux édifices de Frithiof Strandell avec une apparence très unique grâce, entre autres, à la tour d'angle, aux petites fenêtres et aux ornements décoratifs de la façade. Comme pour de nombreux autres bâtiments de Frithiof Strandell, Willy Baer (fi) était responsable d'une grande partie de ces décorations.
Aujourd'hui, entre autres, le pub Old Bank est installé dans l'ancien bâtiment de la banque.